# Sant Inhaci
Saint-Ignat és un municipi francès situat al departament del Puèi Domat i a la regió d'Alvèrnia-Roine-Alps. L'any 2007 tenia 730 habitants.

## Demografia

### Població
El 2007 la població de fet de Saint-Ignat era de 730 persones. Hi havia 302 famílies de les quals 74 eren unipersonals (33 homes vivint sols i 41 dones vivint soles), 102 parelles sense fills, 106 parelles amb fills i 20 famílies monoparentals amb fills.
La població ha evolucionat segons el següent gràfic:
Habitants censats

### Habitatges
El 2007 hi havia 335 habitatges, 303 eren l'habitatge principal de la família, 17 eren segones residències i 16 estaven desocupats. 326 eren cases i 9 eren apartaments. Dels 303 habitatges principals, 269 estaven ocupats pels seus propietaris, 28 estaven llogats i ocupats pels llogaters i 6 estaven cedits a títol gratuït; 1 tenia una cambra, 10 en tenien dues, 37 en tenien tres, 94 en tenien quatre i 161 en tenien cinc o més. 192 habitatges disposaven pel capbaix d'una plaça de pàrquing. A 106 habitatges hi havia un automòbil i a 180 n'hi havia dos o més.

### Piràmide de població
La piràmide de població per edats i sexe el 2009 era:
| Homes | Edats   | Dones |
| ----- | ------- | ----- |
| 0     | 95 o +  | 4     |
| 0     | 90 a 94 | 0     |
| 16    | 85 a 89 | 8     |
| 4     | 80 a 84 | 8     |
| 12    | 75 a 79 | 12    |
| 20    | 70 a 74 | 24    |
| 20    | 65 a 69 | 16    |
| 4     | 60 a 64 | 20    |
| 24    | 55 a 59 | 8     |
| 32    | 50 a 54 | 32    |
| 28    | 45 a 49 | 32    |
| 32    | 40 a 44 | 20    |
| 20    | 35 a 39 | 12    |
| 24    | 30 a 34 | 32    |
| 8     | 25 a 29 | 4     |
| 20    | 20 a 24 | 16    |
| 8     | 15 a 19 | 4     |
| 20    | 10 a 14 | 20    |
| 36    | 5 a 9   | 16    |
| 20    | 0 a 4   | 16    |

## Economia
El 2007 la població en edat de treballar era de 482 persones, 371 eren actives i 111 eren inactives. De les 371 persones actives 351 estaven ocupades (199 homes i 152 dones) i 20 estaven aturades (7 homes i 13 dones). De les 111 persones inactives 43 estaven jubilades, 36 estaven estudiant i 32 estaven classificades com a «altres inactius».

### Ingressos
El 2009 a Saint-Ignat hi havia 318 unitats fiscals que integraven 777,5 persones, la mediana anual d'ingressos fiscals per persona era de 19.033 €.

### Activitats econòmiques
Dels 23 establiments que hi havia el 2007, 3 eren d'empreses alimentàries, 1 d'una empresa de fabricació d'altres productes industrials, 10 d'empreses de construcció, 3 d'empreses de comerç i reparació d'automòbils, 1 d'una empresa de transport, 1 d'una empresa d'hostatgeria i restauració, 2 d'empreses de serveis i 2 d'empreses classificades com a «altres activitats de serveis».
Dels 7 establiments de servei als particulars que hi havia el 2009, 1 era un taller de reparació d'automòbils i de material agrícola, 1 paleta, 2 guixaires pintors, 1 lampisteria i 2 electricistes.
L'únic establiment comercial que hi havia el 2009 era una fleca.
L'any 2000 a Saint-Ignat hi havia 46 explotacions agrícoles que ocupaven un total de 1.118 hectàrees.

## Equipaments sanitaris i escolars
El 2009 hi havia una escola elemental.

## Poblacions més properes
El següent diagrama mostra les poblacions més properes.